# Malý Sněžník
Malý Sněžník (polsky Mały Śnieżnik, německy Kleiner Schneeberg) je hora v Malosněžnickém hřbetu pohoří Králický Sněžník. Je to druhá nejvyšší hora pohoří, nadmořská výška je 1327 m (v některých mapách uváděná výška 1338 m je chybná a výška 1326 m už je zastaralá). Vrchol leží asi 40 metrů za česko-polskou hranicí na území polského Kladska. Nejvyšší bod na českém území má výšku 1325 m.
Oblast vrcholu hory je součástí NPR Králický Sněžník a EVL Králický Sněžník, ale leží už mimo Ptačí oblast Králický Sněžník.

## Hydrologie
Hora leží na hlavním evropském rozvodí. Ze západních (polských) svahů odtékají vody do přítoků řeky Nysa Kłodzka např. potok Nowinka a tedy patří do Baltského moře. Vody z východních svahů odvádějí pravostranné přítoky Moravy, jako je např. Kopřivák a další bezejmenné a odtékají tedy do Černého moře.

## Vegetace
Vrcholové partie hory (asi nad 1100 m) jsou porostlé převážně horskými třtinovými smrčinami. Místy se zachovaly i pralesovité porosty, zvláště v prostoru mezi Malým Sněžníkem a Králickým Sněžníkem. Na vrcholu jsou poměrně rozsáhlé porosty kleče, která je zde ovšem nepůvodní. V oblasti hory je také několik skalních útvarů. V nižších polohách jsou potenciální přirozenou vegetací horské acidofilní bučiny, jednalo by se o smíšené lesy s dominancí buku lesního, smrku ztepilého a jedle bělokoré. V současnosti jsou ale většinou přeměněny na kulturní smrčiny. I když je dnes většina hory zalesněna, najdeme zde i paseky a imisní holiny, ale oproti jiným oblastem pohoří jsou zatím poměrně málo rozsáhlé.

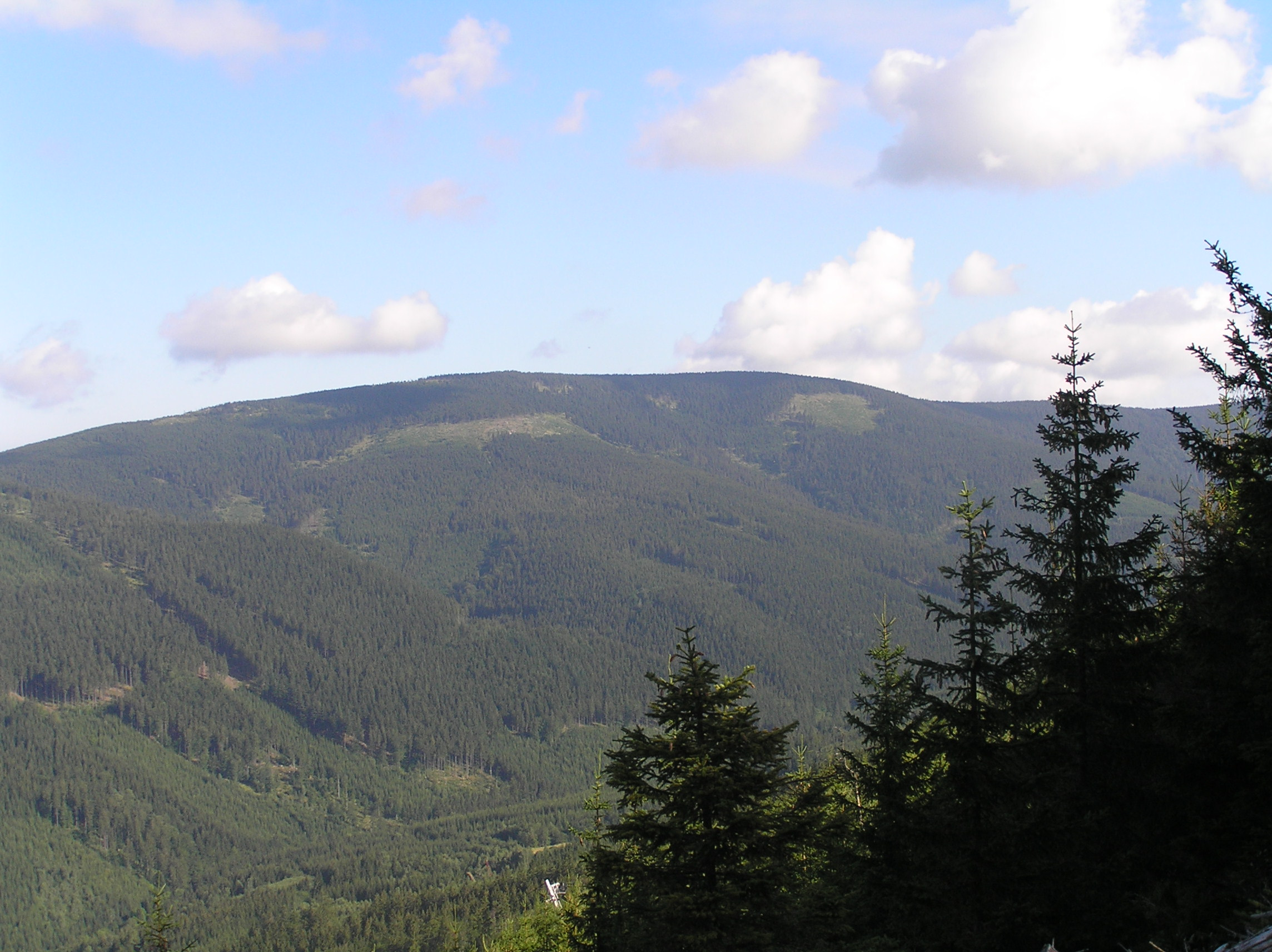
Malý Sněžník z jihovýchodu

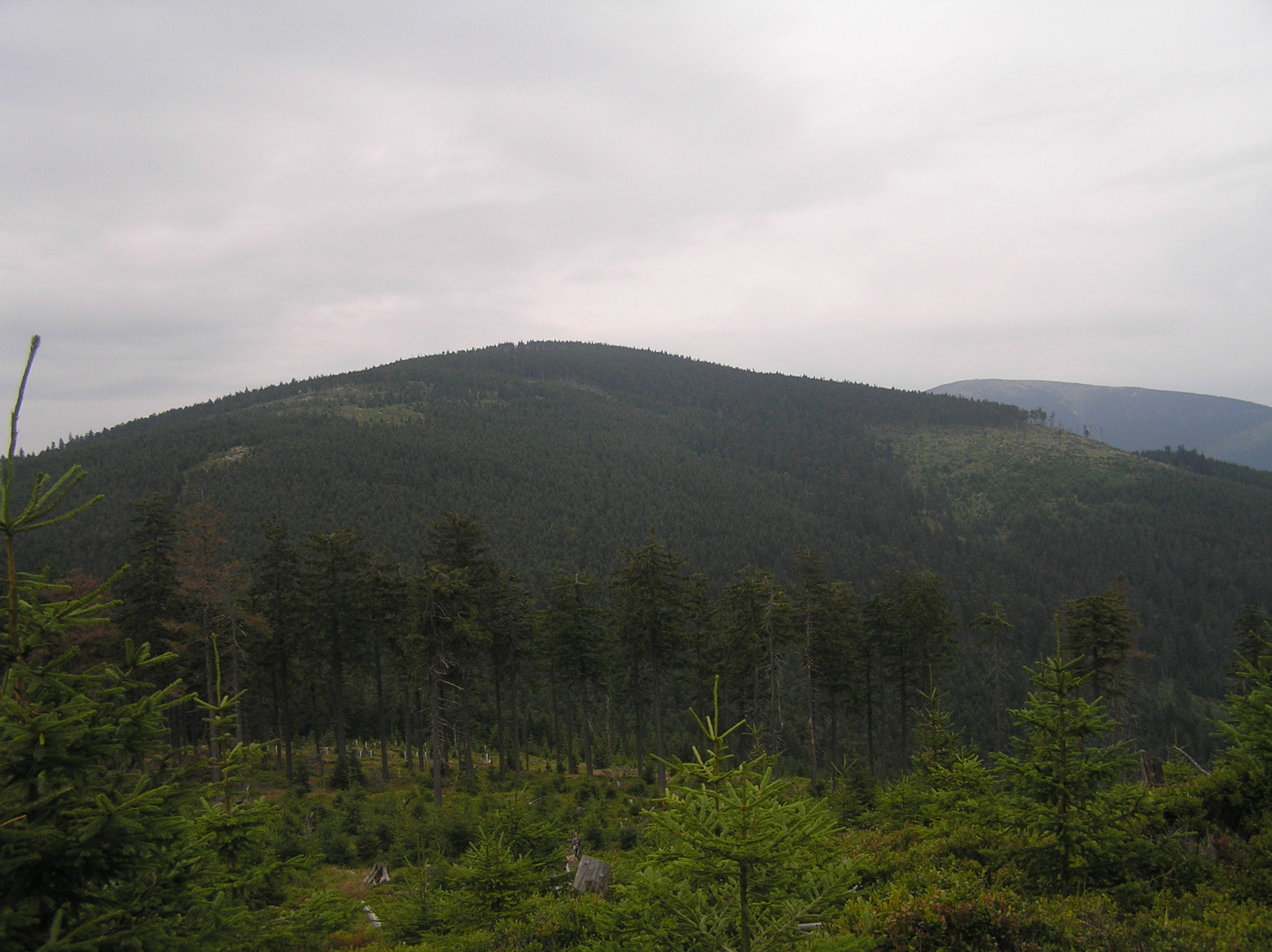
Malý Sněžník z jihu

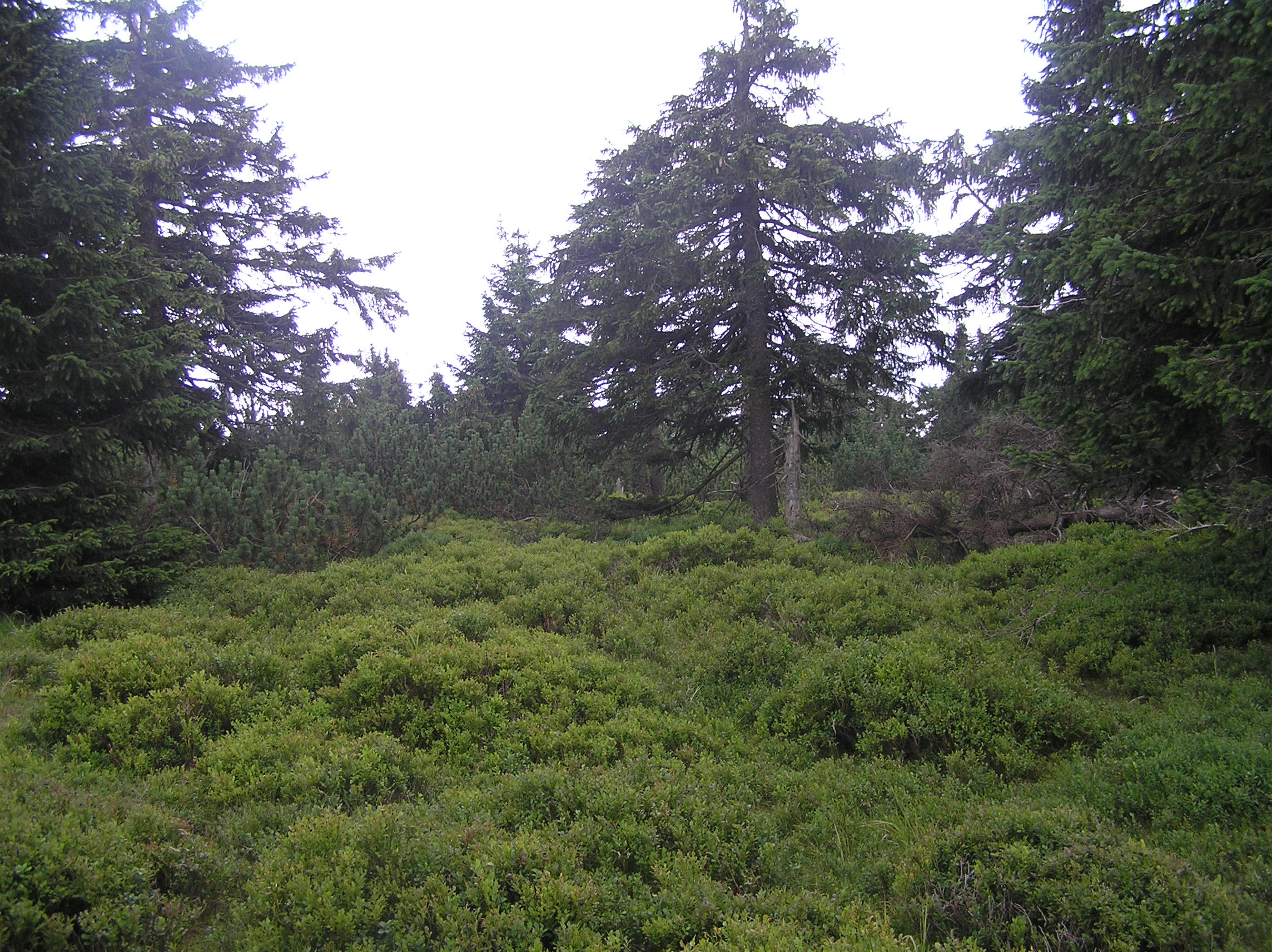
Na vrcholu Malého Sněžníku